# Sons of Anarchy
Sons of Anarchy är en amerikansk TV-serie skapad av Kurt Sutter om en tätt sammansluten kriminell motorcykelklubb i staden Charming i norra Kalifornien. Serien är centrerad kring protagonisten Jackson "Jax" Teller (Charlie Hunnam), klubbens vicepresident, som börjar ifrågasätta både klubben och sig själv. Serien hade premiär 3 september 2008 och sista avsnittet sändes 9 december 2014. Totalt spelades sju säsonger in.
Seriens första säsong hade i genomsnitt 5,4 miljoner tittare varje vecka.

## Handling
Sons of Anarchy handlar om familjen Teller-Morrow, medlemmar i motorcykelklubben Sons of Anarchy. Klubben refereras ofta till som Samcro, eller Sam Crow, vilket är en förkortning av Sons of Anarchy Motorcycle Club, Redwood Original. Rivaliserande och allierade gäng som Mayans, One-Niners, Nords, True IRA och League of American Nationalists medverkar också i serien.

## Musik
Det svenska bandet Blackstrap finns med i soundtracket till avsnitt 5, säsong 2 med låten Open Road. Göteborgsbandet Christian & the 2120's medverkar i avsnitt 1, säsong 4 med låten Evil Ways.

## Rollista

### Huvudroller
| Charlie Hunnam    | – Jackson "Jax" Teller                   |
| Ron Perlman       | – Clarence "Clay" Morrow (Säsong 1-6)    |
| Katey Sagal       | – Gemma Teller Morrow                    |
| Maggie Siff       | – Tara Knowles (Säsong 1-6)              |
| Mark Boone Junior | – Robert "Bobby" Munson                  |
| Dayton Callie     | – Polischef Wayne Unser                  |
| Kim Coates        | – Alexander "Tig" Trager                 |
| Tommy Flanagan    | – Filip "Chibs" Telford                  |
| Theo Rossi        | – Juan-Carlos "Juice" Ortiz              |
| Ryan Hurst        | – Harry "Opie" Winston (Säsong 1-5)      |
| William Lucking   | – Piermont "Piney" Winston (Säsong 1-4)  |
| Johnny Lewis      | – Kip "Half-Sack" Epps (Säsong 1-2)      |
| Jimmy Smits       | – Neron "Nero" Padila (Säsong 5-7)       |
| David Labrava     | – Happy Lowman                           |
| Drea de Matteo    | – Wendy Case (Säsong 1, 4-7)             |
| Niko Nicotera     | – George "Ratboy" Skogstrom (Säsong 4-7) |

### Återkommande
| Emilio Riviera           | – Marcus Alvarez (Säsong 1-7)                |
| Kurt Sutter              | – "Big" Otto Delaney (Säsong 1-6)            |
| Michael Marisi Ornstein  | – Chuck Marstein (Säsong 1-7)                |
| Kenneth Choi             | – Henry Lin (Säsong 1-3, 5-7)                |
| Tayler Sheridan          | – David Hale (Säsong 1-3)                    |
| Jamie McShane            | – Cameron Hayes (Säsong 1-3)                 |
| Mitch Pileggi            | – Ernest Darby (Säsong 1-3, 6-7)             |
| Ally Walker              | – Agent June Stahl (Säsong 1-3)              |
| Sprauge Grayden          | – Donna Winston (Säsong 1)                   |
| Jeff Kober               | – Jacob Hale Jr. (Säsong 2-7)                |
| Winter Ave Zoli          | – Lyla Winston (Säsong 2-7)                  |
| Kristen Renton           | – Ima (Säsong 2-6)                           |
| Kenny Johnson            | – Herman Kozik (Säsong 2-4)                  |
| Titus Welliver           | – Jimmy O'Phelan (Säsong 2-3)                |
| Adam Arkin               | – Ethan Zobelle (Säsong 2)                   |
| Henry Rollins            | – AJ Weston (Säsong 2)                       |
| Christopher Douglas Reed | – Philip "Filthy Phil" Russell (Säsong 3-6)  |
| Frank Potter             | – Eric Miles (Säsong 3-4)                    |
| Hal Holbrook             | – Nate Madock (Säsong 3, 7)                  |
| James Cosmo              | – Fader Kellan Ashby (Säsong 3)              |
| Rockmond Dunbar          | – Eli Roosevelt (Säsong 4-6)                 |
| Danny Trejo              | – Romero "Romeo" Parada (Säsong 4-5)         |
| Ray McKinnon             | – Lincoln Potter (Säsong 4)                  |
| Donal Logue              | – Lee Toric (Säsong 5-6)                     |
| Harold Perrineau         | – Damon Pope (Säsong 5)                      |
| Billy Brown              | – August Marks (Säsong 5-7)                  |
| Walton Goggins           | – Venus Van Damme/Vincent Noone (Säsong 5-7) |
| Marilyn Manson           | – Ron Tully (Säsong 7)                       |
| Kim Dickens              | – Colette Jane (Säsong 6-7)                  |
| Sonny Barger             | – Lenny "The Pimp" Janowitz                  |